# Luigi Viviani
Luigi Viviani (Verona, 22 ottobre 1937) è un politico italiano.

## Biografia
Negli anni ottanta è stato membro della segreteria generale della CISL durante la segreteria di Pierre Carniti.
Dopo aver fondato nel 1993 il movimento dei Cristiano Sociali insieme a Ermanno Gorrieri, Pierre Carniti e altri esponenti politici, nel 1996 diviene senatore della Repubblica. Dal 1998 al 1999 è stato sottosegretario al lavoro con il ministro Cesare Salvi nel governo D'Alema I; rieletto al Senato nel 2001, è vicepresidente del gruppo dei Democratici di Sinistra. Conclude il proprio mandato parlamentare nel 2006. Successivamente aderisce al neonato PD.